# Фишер, Сара
Са́ра Мари́ Фи́шер (англ. Sarah Marie Fisher; 4 октября 1980, Колумбус, Огайо, США) — американская гонщица.

## Биография
Сара Мари Фишер родилась 4 октября 1980 года в Колумбусе (штат Огайо, США), став единственным ребёнком в семье Дейва и Рибы Фишер (в девичестве Гринделл), а выросла в Коммершал-Пойнте, с детства проявляя интерес к гонкам.
В 1999 году Сара окончила «Teays Valley High School»; также она обучалась в Университете штата Огайо, Университете Батлера и Нью-Йоркском институте технологий.

## Карьера
Сара завершила профессиональную карьеру гонщицы. Была чемпионкой в IZOD IndyCar Series и Индианаполисе-500. С 2008 году Фишер руководит «Sarah Fisher Racing», став первой и единственной женщиной-владельцем команды и самым молодым владельцем в IZOD IndyCar Series. В 2010 году она участвовала в её 9-м, заключительном Indy 500. В 2010 году была опубликована её первая книга — «99 Things Women Wish They knew Before Getting Behind The Wheel of Their Dream Job».

## Личная жизнь
С 15 сентября 2007 года Сара замужем за шиномонтажником Энди О'Гара, с которым она встречалась 3 года до их свадьбы. У супругов есть двое детей — дочь Зои О'Гара (род.13.09.2011) и сын Дэниел Джеймс О'Гара (род.12.06.2014).